# Gynoug
Gynoug (ジノーグ Jinōgu?), i Nordamerika känt som Wings of Wor, är ett shoot 'em up-spel till Sega Mega Drive, utvecklat av Masaya och utgivet av NCS Corporation 1991.

## Recension
Tidskriften Mean Machines gav spelet 88%.

## Handling
Himlen anfalls av demonerna från Iccus, och ängeln Wor måste stoppa dem.

### Fotnoter
1. ↑  Julian Rignall, Matt Regan (1991). ”Mean Machines review – Gynoug”. Mean Machines. Arkiverad från originalet den 3 april 2014. https://web.archive.org/web/20140403022043/http://www.meanmachinesmag.co.uk/review/100/gynoug.php. Läst 6 juni 2014.